# Laurence Van Malderen
Laurence Van Malderen (Bruxelles, 2 ottobre 1981) è un'ex cestista belga.
Alta 194 cm, giocava come centro.

## Carriera
Nel 2007 è stata convocata per gli Europei in Italia con la maglia del Belgio.